# The Last Viking
«The Last Viking» — восьмий студійний альбом німецького метал-гурту Leaves' Eyes. Реліз відбувся 23 жовтня 2020. Другий альбом із участю фінської сопрано-співачки Еліни Сіірали після відходу фронтледі та співзасновниці гурту Лів Крістін.

## Список пісень
| Список композицій альбому The Last Viking | Список композицій альбому The Last Viking | Список композицій альбому The Last Viking |
| #                                         | Назва                                     | Тривалість                                |
| ----------------------------------------- | ----------------------------------------- | ----------------------------------------- |
| 1.                                        | «Death of a King»                         | 2:33                                      |
| 2.                                        | «Chain of the Golden Horn»                | 4:00                                      |
| 3.                                        | «Dark Love Empress»                       | 4:43                                      |
| 4.                                        | «Serpents and Dragons»                    | 4:30                                      |
| 5.                                        | «Black Butterfly» (із Клемонтін Дельоне)  | 4:25                                      |
| 6.                                        | «War of Kings»                            | 4:18                                      |
| 7.                                        | «For Victory»                             | 3:58                                      |
| 8.                                        | «Two Kings, One Realm»                    | 2:39                                      |
| 9.                                        | «Flames in the Sky»                       | 4:48                                      |
| 10.                                       | «Serkland»                                | 4:19                                      |
| 11.                                       | «Varangians»                              | 3:55                                      |
| 12.                                       | «Night of the Ravens»                     | 4:35                                      |
| 13.                                       | «The Last Viking»                         | 10:04                                     |
| 14.                                       | «Break into the Sky of Aeon»              | 5:01                                      |
| 63:48                                     |                                           |                                           |

## Учасники запису
- Еліна Сіірала — вокал, хоровий вокал
- Александр Крул — гроулінг, автор тексту, автор музики, продюсування, інженерія, міксинг, мастеринг
- Торстен Бауер — електрогітара, бас-гітара
- Йоріс Найєнхюйс — ударна установка
- Мікі Ріхтер — гітари

## Чарти
| Чарт (2020)         | Місце |
| ------------------- | ----- |
| German Albums Chart | 28    |
| Swiss Albums Chart  | 62    |